# Ennio Morricone
Ennio Morricone (Roma, 10 de noviembre de 1928-Roma, 6 de julio de 2020) fue un compositor y director de orquesta italiano, conocido por haber compuesto la banda sonora de más de quinientas películas y series de televisión. Recibió un Óscar honorífico en 2006 y ganó el Óscar a la mejor banda sonora en 2016 por la cinta The Hateful Eight.
Sus composiciones se incluyen en más de veinte películas galardonadas, además de realizar también piezas sinfónicas y corales. Destacan, entre otros, sus trabajos en películas del spaghetti western, de la mano de su amigo Sergio Leone, como Por un puñado de dólares de 1964, Per qualche dollaro in più de 1965, El bueno, el feo y el malo de 1966 o C'era una volta il West de 1968. No obstante, su obra se extendió a multitud de géneros de composición, convirtiéndolo así en uno de los compositores más versátiles de la historia del cine y también de los más influyentes del siglo XX. Sus composiciones para Days of Heaven de 1978, La misión de 1986 o Cinema Paradiso de 1988 son catalogadas como auténticas obras maestras.

## Biografía
Nacido en Roma, Morricone comenzó a tocar la trompeta cuando era niño y a los seis años ya había compuesto su primera obra. Estudió en la Academia Nacional de Santa Cecilia a la edad de nueve años, donde su padre, Mario Morricone, que era músico, lo inscribió. Cuando tenía doce años entró en el conservatorio, inscribiéndose en un programa de armonía de cuatro años, que acabó en seis meses. Su diploma de trompeta lo recibió en 1946 y a partir de ese año comenzó a trabajar profesionalmente componiendo la música de Il Mattino (La mañana). Después de graduarse en 1954, empezó como escritor fantasma, componiendo música para películas, que se atribuían a famosos músicos de la época. Pronto ganó popularidad debido a la composición de música de fondo para programas de radio y poco después daría el salto a la gran pantalla.
En los años 1950 recibió un diploma en instrumentación. También le fue otorgado por el también compositor Goffredo Petrassi un diploma en composición. En 1955, Morricone se dedicó a arreglar la música de otros compositores que ya estaban establecidos en el cine. Al poco tiempo, Sergio Leone, que resultó ser un antiguo compañero de colegio de Morricone, lo requeriría para que fuese el compositor de las bandas sonoras de sus películas. Juntos crearon un punto de vista diferente del western tradicional con la película Por un puñado de dólares (1964), que fue más tarde conocido como el spaghetti western. En ese ámbito hicieron luego otra vez juntos varias películas más como Il buono, il brutto, il cattivo (1966) y Giù la testa (1971).
En los años 1980 y 90, Morricone continuó componiendo para Leone en películas de otro estilo como en Érase una vez en América (1984), por lo que podría haber tenido un Óscar, si no hubiese sido descalificada su banda sonora para ser nominada por un tecnicismo de la academia al no ver el nombre de su compositor incluido en los créditos finales, una banda sonora que muchos también catalogan como la mejor banda sonora de la historia del cine. También compuso para otros directores como Roland Joffé en La misión (1986), Brian De Palma en Los intocables de Eliot Ness (1987) o Giuseppe Tornatore en Cinema Paradiso (1988). Otras composiciones más recientes de carácter notable son en las películas Malèna (2000), Campos de Esperanza En el 2005 compuso la banda de sonido de la película sobre el Papa Juan Pablo II Karol: Un hombre que se hizo Papa y su segunda parte Karol: El Papa, el hombre (2005) o Baarìa (2009).
Morricone recibió dos Premios Grammy, tres Globo de Oro, cinco BAFTA, diez David de Donatello, once Nastro d'argento y el Premio de Música Polar en 2010, considerado este último como el Nobel de la música. En el 2020 le fue otorgado el Premio Princesa de Asturias de las Artes, compartido con el también compositor John Williams. En la edición de los Premios Óscar 2006 recibió el Óscar honorífico «por sus magníficas y polifacéticas contribuciones en el arte de la música de cine». En el 2016 recibió el Óscar en la categoría de Mejor banda sonora original por la película The Hateful Eight, después de haber sido nominado seis veces en esta categoría en ediciones anteriores, convirtiéndose así en el galardonado más longevo en dicha categoría en la historia de los Premios Óscar. A lo largo de su carrera, Morricone vendió más de setenta millones de discos.
Una de sus principales obras fue una Misa creada con motivo del bicentenario de la restauración de la Compañía de Jesús terminada en el año 2014 y estrenada en la Iglesia del Gesù el 10 de junio de 2015 en honor del Papa Francisco.
Morricone falleció en Roma el 6 de julio de 2020 en el hospital policlínico de la Universidad Campus Biomédico, a los noventa y un años, a consecuencia de las complicaciones producidas por una fractura de fémur tras sufrir una caída en su casa varios días antes.

## Premios principales
Premios Óscar
| Año  | Categoría          | Película                      | Resultado |
| ---- | ------------------ | ----------------------------- | --------- |
| 1979 | Mejor Banda Sonora | Days of Heaven                | Nominado  |
| 1987 | Mejor Banda Sonora | La misión                     | Nominado  |
| 1988 | Mejor Banda Sonora | Los intocables de Eliott Ness | Nominado  |
| 1992 | Mejor Banda Sonora | Bugsy                         | Nominado  |
| 2001 | Mejor Banda Sonora | Malèna                        | Nominado  |
| 2007 | Óscar honorífico   | Óscar honorífico              | Ganador   |
| 2016 | Mejor Banda Sonora | The Hateful Eight             | Ganador   |

Globos de Oro
| Año  | Categoría              | Película                                | Resultado |
| ---- | ---------------------- | --------------------------------------- | --------- |
| 1982 | Mejor Canción Original | La marca de la mariposa                 | Nominado  |
| 1985 | Mejor Banda Sonora     | Érase una vez en América                | Nominado  |
| 1987 | Mejor Banda Sonora     | La misión                               | Ganador   |
| 1988 | Mejor Banda Sonora     | Los intocables de Eliott Ness           | Nominado  |
| 1990 | Mejor Banda Sonora     | Casualties of War (Corazones de hierro) | Nominado  |
| 1992 | Mejor Banda Sonora     | Bugsy                                   | Nominado  |
| 2000 | Mejor Banda Sonora     | La leyenda del pianista en el océano    | Ganador   |
| 2001 | Mejor Banda Sonora     | Malèna                                  | Nominado  |
| 2016 | Mejor Banda Sonora     | The Hateful Eight                       | Ganador   |

Premios BAFTA
| Año  | Categoría                                                  | Película                      | Resultado |
| ---- | ---------------------------------------------------------- | ----------------------------- | --------- |
| 1980 | Premio BAFTA Anthony Asquith a la mejor música de película | Days of Heaven                | Ganador   |
| 1985 | BAFTA a la mejor música original                           | Érase una vez en América      | Ganador   |
| 1987 | BAFTA a la mejor música original                           | La misión                     | Ganador   |
| 1988 | BAFTA a la mejor música original                           | Los intocables de Eliott Ness | Ganador   |
| 1991 | BAFTA a la mejor música original                           | Cinema Paradiso               | Ganador   |
| 2016 | BAFTA a la mejor música original                           | The Hateful Eight             | Ganador   |

Premios Grammy

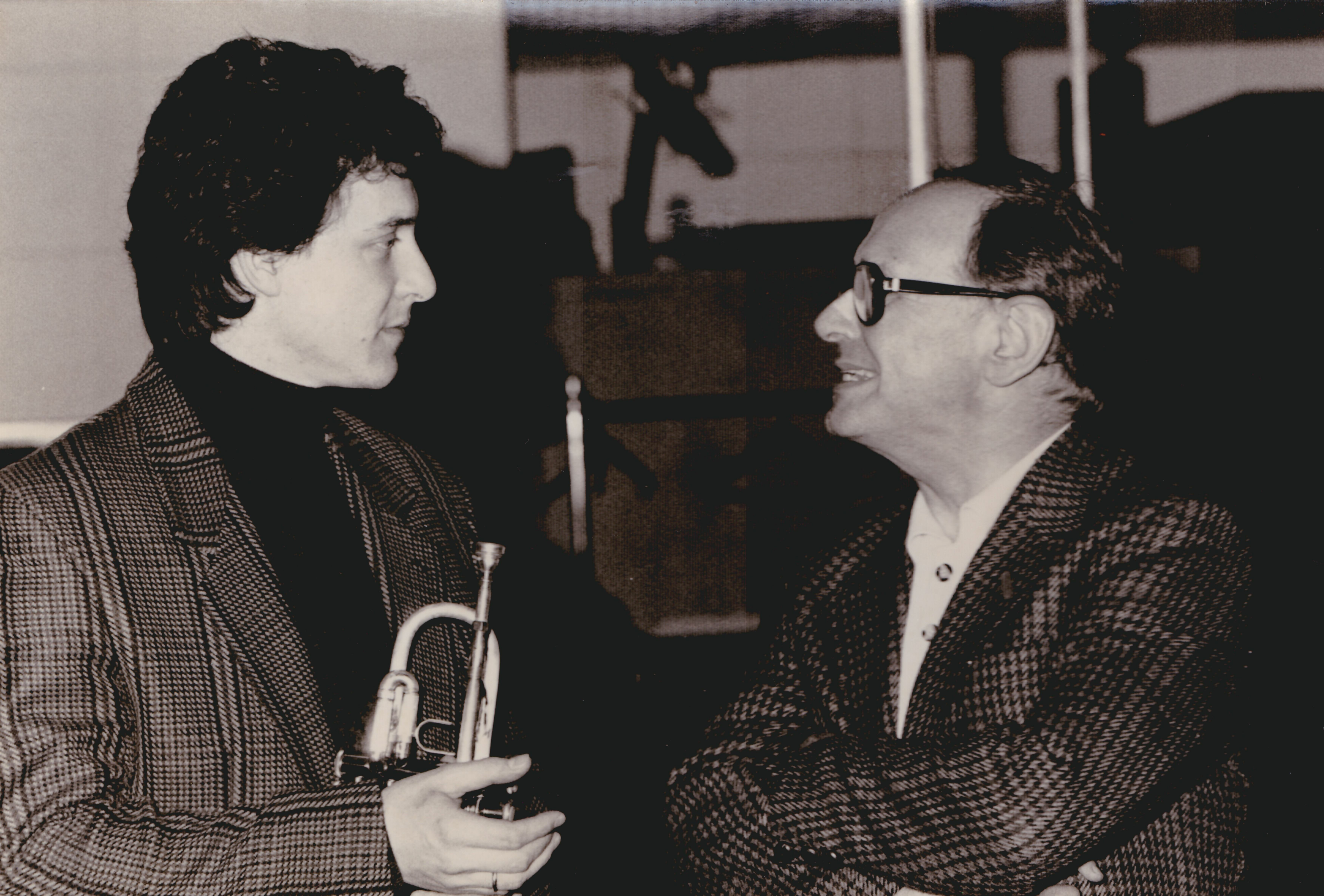
Ennio Morricone con su amigo y colaborador el trompetista Mauro Maur en la histórica sala de grabación "Forum Studios" de Roma

En 2009, la 'Recording Academy', agencia que entrega los premios Grammy, incluyó la banda sonora de El bueno, el feo y el malo, de 1969, en el 'Grammy Hall of Fame'.
| Año  | Categoría             | Película                               | Resultado |
| ---- | --------------------- | -------------------------------------- | --------- |
| 1988 | Mejor Banda Sonora    | Los intocables de Eliott Ness          | Ganador   |
| 1995 | Mejor Banda Sonora    | Lobo                                   | Nominado  |
| 1997 | Mejor Banda Sonora    | L'uomo delle stelle                    | Nominado  |
| 1999 | Mejor Banda Sonora    | Bulworth                               | Nominado  |
| 2014 | Grammy Trustees Award | Premio por la trayectoria en la música | Ganador   |

David de Donatello
| Año  | Categoría          | Película                                   | Resultado |
| ---- | ------------------ | ------------------------------------------ | --------- |
| 1981 | Mejor Banda Sonora | Bianco, rosso e Verdone                    | Nominado  |
| 1981 | Mejor Banda Sonora | La storia vera della signora delle camelie | Nominado  |
| 1988 | Mejor Banda Sonora | Gli occhiali d'oro                         | Ganador   |
| 1989 | Mejor Banda Sonora | Cinema Paradiso                            | Ganador   |
| 1990 | Mejor Banda Sonora | Mio caro dottor Gräsler                    | Nominado  |
| 1991 | Mejor Banda Sonora | Stanno tutti bene                          | Ganador   |
| 1993 | Mejor Banda Sonora | La scorta                                  | Nominado  |
| 1993 | Mejor Banda Sonora | Jona che visse nella balena                | Ganador   |
| 1996 | Mejor Banda Sonora | L'uomo delle stelle                        | Nominado  |
| 1999 | Mejor Banda Sonora | La leyenda del pianista en el océano       | Ganador   |
| 2000 | Mejor Banda Sonora | Canone inverso                             | Ganador   |
| 2001 | Mejor Banda Sonora | Malèna                                     | Nominado  |
| 2006 | Mejor Banda Sonora | 50 aniversario del David de Donatello      | Ganador   |
| 2007 | Mejor Banda Sonora | La desconocida                             | Ganador   |
| 2010 | Mejor Banda Sonora | Baarìa                                     | Ganador   |
| 2013 | Mejor Banda Sonora | La mejor oferta                            | Ganador   |

Nastro d'argento
Entregados por el 'Sindicato Nacional Italiano de Periodistas de Cine'.
| Año  | Categoría          | Película                             | Resultado |
| ---- | ------------------ | ------------------------------------ | --------- |
| 1965 | Mejor Banda Sonora | Por un puñado de dólares             | Ganador   |
| 1967 | Mejor Banda Sonora | Pajaritos y pajarracos               | Nominado  |
| 1969 | Mejor Banda Sonora | C'era una volta il West              | Nominado  |
| 1970 | Mejor Banda Sonora | Metti, una sera a cena               | Ganador   |
| 1971 | Mejor Banda Sonora | Metello                              | Nominado  |
| 1972 | Mejor Banda Sonora | Sacco y Vanzetti (película)          | Ganador   |
| 1985 | Mejor Banda Sonora | Érase una vez en América             | Ganador   |
| 1988 | Mejor Banda Sonora | Los intocables de Eliott Ness        | Ganador   |
| 1989 | Mejor Banda Sonora | Cinema Paradiso                      | Nominado  |
| 1994 | Mejor Banda Sonora | Jona che visse nella balena          | Nominado  |
| 1999 | Mejor Banda Sonora | La leyenda del pianista en el océano | Ganador   |
| 2000 | Mejor Banda Sonora | Canone inverso                       | Ganador   |
| 2001 | Mejor Banda Sonora | Malèna                               | Ganador   |
| 2004 | Mejor Banda Sonora | Al cuore si comanda                  | Nominado  |
| 2007 | Mejor Banda Sonora | La desconocida                       | Ganador   |
| 2008 | Mejor Banda Sonora | I demoni di San Pietroburgo          | Nominado  |
| 2010 | Mejor Banda Sonora | Baarìa                               | Ganador   |
| 2013 | Mejor Banda Sonora | La mejor oferta                      | Ganador   |

## Otros premios
- 1969: Spoleto premio Cine.
- 1972: Premio Internacional de Cine de Cork por La Califa.
- 1981: Premio de la Crítica para el registro por The Lawn.
- 1988: Silver Ribbon de la Academia Británica de las Artes Cinematográficas y de la Televisión, por Los intocables de Eliot Ness.
- 1989: Nintendo Ganador As anual por El día anterior.
- 1989: Leopardo de Honor de Festival Internacional de Cine de Locarno.
- 1990: Gran Premio de la Fundación Sacem XLIII Festival de Cannes  por Cinema Paradiso.
- 1992: Grolle de Oro por su carrera (San Vicente).
- 1993: Efebo de Plata por Jona che visse nella balena.
- 1994: Golden Soundtrack Premio dell'ASCAP (Los Ángeles).
- 1995: León de Oro a la trayectoria en el Festival Internacional de Cine de Venecia.
- 1996: Premio Ciudad de Roma para la poesía.
- 2008: Orden al Mérito Artístico y Cultural Pablo Neruda.
- 2008: Premio Internacional de Daniele Paris (Frosinone).
- 2008: Carrera de Saturno en el Festival Internacional de Cine de Oro Alatri.
- 2009: Premio a la Trayectoria de la Región Autónoma del Valle de Aosta entregados durante el festival regional Musicastelle.
- 2009: Premio de la Fundación Italia-Estados Unidos.
- 2010: una corona de laurel honorífico Europclub la región de Sicilia Provincia de Mesina.
- 2010: Polar Music Prize, Estocolmo.
- 2016: Óscar a la mejor banda sonora.
- 2020: Premio Princesa de Asturias de las Artes  (junto a John Williams).[18]

## Listado de obras

### Cine
- 1962: El Federal
- 1962: Deseo loco
- 1962: La cuccagna
- 1962: Los motorizados
- 1962: Jóvenes al sol
- 1963: I basilischi
- 1963: Gringo
- 1963: El éxito
- 1964: ... E la donna creò l'uomo
- 1964: Los mangantes
- 1964: Antes de la revolución
- 1964: Llegaron los marcianos
- 1964: Tutto è musica
- 1964: I due evasi di Sing Sing
- 1964: Por un puñado de dólares
- 1964: Las pistolas no discuten
- 1964: In ginocchio da te
- 1964: La scoperta dell'America
- 1965: Una pistola para Ringo
- 1965: Amanti d'oltretomba
- 1965: Altissima pressione
- 1965: El octavo hombre
- 1965: Thrilling
- 1965: Las manos en los bolsillos
- 1965: Idoli controluce
- 1965: El retorno de Ringo
- 1965: Per qualche dollaro in più
- 1965: Se non avessi più te
- 1965: Non son degno di te
- 1965: Menage a la italiana
- 1965: Le monachine
- 1966: Siete pistolas para los Mac Gregor
- 1966: Frente al amor y la muerte
- 1966: Agente 505, muerte en Beirut
- 1966: Pajaritos y pajarracos
- 1966: El Greco
- 1966: La batalla de Argel
- 1966: Un río de dólares
- 1966: Un uomo a metà
- 1966: La Biblia
- 1966: Come imparai ad amare le donne
- 1966: Joe, el implacable
- 1966: El halcón y la presa
- 1966: Il buono, il brutto, il cattivo
- 1966: Mi vedrai tornare
- 1967: Dalle Ardenne all'inferno
- 1967: Los despiadados
- 1967: Las brujas
- 1967: Los largos días de la venganza
- 1967: Siete mujeres para los Mac Gregor
- 1967: Operación Hermano Pequeño
- 1967: Sugar Colt
- 1967: Sin rival
- 1967: De hombre a hombre
- 1967: L'avventuriero
- 1967: China está cerca
- 1967: Diamantes a gogó
- 1967: La muchacha y el general
- 1967: L'harem
- 1967: Agente Z-55, misión Coleman
- 1967: Cara a cara
- 1967: Il giardino delle delizie
- 1967: Arabella
- 1968: Diabolik
- 1968: Escalation
- 1968: Los cañones de San Sebastián
- 1968: Comandamenti per un gangster
- 1968: Grazie zia
- 1968: Salario para matar
- 1968: Corre, cuchillo... corre
- 1968: Por techo, las estrellas
- 1968: Teorema
- 1968: Galileo
- 1968: Scusi, facciamo l'amore?
- 1968: El magnífico Tony Carrera
- 1968: Partner.
- 1968: Guapa, ardiente y peligrosa
- 1968: Un lugar tranquilo en el campo
- 1968: El gran silencio
- 1968: Roma come Chicago
- 1968: C'era una volta il West
- 1968: Ecce Homo
- 1968: Eat It
- 1969: Fräulein Doktor
- 1969: Cuore di mamma
- 1969: Tepepa... Viva la revolución
- 1969: L'alibi
- 1969: La monja de Monza
- 1969: Las Vegas, 1.970
- 1969: Metti, una sera a cena
- 1969: Un bellissimo novembre
- 1969: H2S
- 1969: Sai cosa faceva Stalin alle donne?
- 1969: Un ejército de cinco hombres
- 1969: La stagione dei sensi
- 1969: Sin saber nada de ella
- 1969: Una breve stagione
- 1969: El clan de los sicilianos
- 1969: La donna invisibile
- 1969: Zenabel
- 1969: Queimada
- 1969: La tienda roja
- 1969: Vergogna schifosi
- 1969: L'assoluto naturale
- 1969: Giotto
- 1970: Uccidete il vitello grasso e arrostitelo
- 1970: Investigación sobre un ciudadano libre de toda sospecha
- 1970: Dos mulas y una mujer
- 1970: El pájaro de las plumas de cristal
- 1970: Sola frente a la violencia
- 1970: Metello
- 1970: Y Dios está con nosotros
- 1970: Nido de avispas
- 1970: Ciudad violenta
- 1970: Los caníbales
- 1970: Cuando las mujeres tenían cola
- 1970: Días de angustia
- 1970: Giochi particolari
- 1970: Los compañeros
- 1970: La Califa
- 1971: Tre nel mille
- 1971: El gato de las 9 colas
- 1971: Una lucertola con la pelle di donna
- 1971: Sacco y Vanzetti
- 1971: Veruschka
- 1971: Los fríos ojos del miedo
- 1971: El Decamerón
- 1971: La tarántula del vientre negro
- 1971: El día negro
- 1971: Il giorno del giudizio
- 1971: Sin móvil aparente
- 1971: La clase obrera va al paraíso
- 1971: Adiós, hermano cruel
- 1971: ¡Agáchate, maldito!
- 1971: El furor de la codicia
- 1971: El caso está cerrado, olvídelo
- 1971: La corta notte delle bambole di vetro
- 1971: Incontro
- 1971: Maddalena
- 1971: 4 moscas sobre terciopelo gris
- 1971: ¡Viva la muerte... tuya!
- 1972: Sumario sangriento de la pequeña Estefania
- 1972: Jaque mate siciliano
- 1972: Proceso a un estudiante acusado de homicidio
- 1972: Esa clase de amor
- 1972: Quando le donne persero la coda
- 1972: ¿Qué habéis hecho con Solange?
- 1972: El cerebro del mal
- 1972: ¿Quién la ha visto morir?
- 1972: Los cuentos de Canterbury
- 1972: Il maestro e Margherita
- 1972: Forza 'G'
- 1972: Los hijos del día y de la noche
- 1972: Barba Azul
- 1972: El atentado
- 1972: Noticias de una violación en primera página
- 1972: Ya le llamaban Providenzia
- 1972: La cosa buffa
- 1972: I figli chiedono perché
- 1972: Un hombre a respetar
- 1972: El retorno de Clint el solitario
- 1972: ¡Qué nos importa la revolución!
- 1972: Quando la preda è l'uomo
- 1972: Lui per lei
- 1972: Fiorina la vacca
- 1972: De amor se muere
- 1972: Anche se volessi lavorare, che faccio?
- 1973: Crescete e moltiplicatevi
- 1973: El serpiente
- 1973: El amargo deseo de la propiedad
- 1973: Revolver
- 1973: Muerte en Roma (Rappresaglia)
- 1973: Vaarwel
- 1973: El bruto, el listo y el capitán
- 1973: Giordano Bruno
- 1973: Mi nombre es Ninguno
- 1973: Quando l'amore è sensualità
- 1973: La sepultada viva
- 1974: La sonrisa del gran tentador
- 1974: L'ultimo uomo di Sara
- 1974: Spasmo
- 1974: Las mil y una noches
- 1974: El trío infernal
- 1974: La cugina
- 1974: Milano odia: la polizia non può sparare
- 1974: Allonsanfàn
- 1974: La gran burguesía
- 1974: El secreto
- 1974: Anticristo
- 1975: Mussolini: último acto
- 1975: Tensión
- 1975: Les deux saisons de la vie
- 1975: Libertad, amor mío
- 1975: Prostitución de menores
- 1975: L'ultimo treno della notte
- 1975: Pánico en la ciudad
- 1975: La faille
- 1975: Por las antiguas escaleras
- 1975: El puente sobre Estambu]
- 1975: Leonor
- 1975: Divina criatura
- 1975: Labbra di lurido blu
- 1975: Gente de respeto
- 1975: Víctimas del terrorismo
- 1975: Saló o los 120 días de Sodoma
- 1975: El genio
- 1975: Attenti al buffone
- 1975: La mujer del domingo
- 1976: San Babila ore 20 un delitto inutile
- 1976: Todo modo
- 1976: Novecento
- 1976: Una vita venduta
- 1976: L'Agnese va a morire
- 1976: La herencia Ferramonti
- 1976: El desierto de los tártaros
- 1976: Per amore
- 1976: L'arriviste
- 1977: René la canne
- 1977: Le Ricain
- 1977: Exorcista II: el hereje
- 1977: Orca, la ballena asesina
- 1977: La fuerza del silencio
- 1977: Il mostro
- 1977: El cínico y la casada
- 1977: Holocausto 2000
- 1977: La casa de los desmadres
- 1977: Stato interessante
- 1978: Madame Petit
- 1978: Pedro Páramo
- 1978: Days of Heaven
- 1978: Así como eres
- 1978: Vicios pequeños
- 1978: Corleone (película)
- 1978: La venganza de Baby Simona
- 1978: Vicios de verano
- 1979: Dedicato al mare Egeo
- 1979: Il giocattolo
- 1979: El humanoide
- 1979: Un viaje con Anita
- 1979: Lazos de sangre
- 1979: La luna
- 1979: Operación Ogro
- 1979: El prado
- 1979: Mentiras inocentes
- 1979: I... comme Icare
- 1979: Buone notizie
- 1980: Ventanas
- 1980: Spaghetti
- 1980: El buen ladrón
- 1980: Stark System
- 1980: Nouvelles rencontres
- 1980: La isla
- 1980: L'oeil pervers
- 1980: Il bandito dagli occhi azzurri
- 1980: La banquera
- 1980: La jaula de las locas
- 1980: Si salvi chi vuole
- 1980: La via del silenzio
- 1981: Bianco, rosso e Verdone
- 1981: La verdadera historia de la dama de las camelias
- 1981: Dos granujas en el oeste
- 1981: La tragedia de un hombre ridículo
- 1981: La disubbidienza
- 1981: Profesor a mi medida
- 1981: El profesional
- 1981: Uomini e no
- 1982: Espion, lève-toi
- 1982: Marco Polo
- 1982: La marca de la mariposa
- 1982: La cosa
- 1982: Perro blanco
- 1982: Blood Link
- 1982: Porca vacca
- 1983: Le ruffian
- 1983: El tesoro de las cuatro coronas
- 1983: Copkiller
- 1983: Nana
- 1983: Hundra
- 1983: La llave secreta
- 1983: El marginal
- 1983: Aventuras en el Sahara
- 1984: Érase una vez en América
- 1984: Ladrones en la noche
- 1985: Red Sonja
- 1985: La jaula
- 1985: El arrepentido
- 1985: La jaula de las locas (ellas se casan)
- 1986: La veneciana
- 1986: La misión
- 1987: Adiós, Moscú
- 1987: Project
- 1987: Los Intocables de Eliot Ness
- 1987: Quartiere
- 1987: Desbocado
- 1987: Gli occhiali d'oro
- 1987: El secreto del Sahara
- 1988: Frenético
- 1988: A time of destiny
- 1988: Cinema Paradiso
- 1988: Pedro Páramo, el hombre de la media luna
- 1989: Corazones de hierro
- 1989: Tiempo de matar
- 1989: Creadores de sombras
- 1989: ¡Átame!
- 1989: Casualties of War
- 1990: Dimenticare Palermo
- 1990: Tre colonne in cronaca
- 1990: Mio caro dottor Gräsler
- 1990: Big Man
- 1990: Stanno tutti bene
- 1990: Tracce di vita amorosa
- 1990: El clan de los irlandeses
- 1990: Hamlet (El honor de la venganza)
- 1990: Ottobre rosa all'Arbat
- 1991: Money
- 1991: La villa de los viernes
- 1991: La domenica specialmente
- 1991: La thune
- 1991: Bugsy
- 1992: Más allá de la justicia
- 1992: La ciudad de la alegría
- 1992: A csalás gyönyöre
- 1992: Ilona und Kurti
- 1993: Il lungo silenzio
- 1993: Jona che visse nella balena
- 1993: La escolta
- 1993: En la línea de fuego
- 1993: Estasi
- 1994: Pura formalidad
- 1994: Lobo
- 1994: La noche y el momento
- 1994: La Biblia: Génesis
- 1994: Un asunto de amor
- 1994: Acoso
- 1995: Sostiene Pereira
- 1995: Pasolini, un delito italiano
- 1995: El hombre de las estrellas
- 1995: L'uomo proiettile
- 1996: El síndrome de Stendhal
- 1996: Vite strozzate
- 1996: Ninfa plebea
- 1996: I magi randagi
- 1996: La loba
- 1997: Con rabbia e con amore
- 1997: Giro al infierno
- 1997: Lolita
- 1997: Un bel dì vedremo
- 1997: Naissance des stéréoscopages
- 1997: Cartoni animati
- 1998: Bulworth
- 1998: La leyenda del pianista en el océano
- 1998: El fantasma de la ópera
- 2000: Canone inverso - making love
- 2000: Misión a Marte
- 2000: Vatel
- 2000: Malèna
- 2001: La ragion pura
- 2001: Aida degli alberi
- 2002: Las perversiones de Livia
- 2002: El juego de Ripley
- 2002: Il diario di Matilde Manzoni
- 2003: La luz prodigiosa
- 2003: Alla fine della notte
- 2003: Al cuore si comanda
- 2004: 72 metra
- 2004: Guardiani delle nuvole
- 2005: Sin destino
- 2005: E ridendo l'uccise
- 2005: Karol: Un hombre que se hizo Papa
- 2006: Karol: El Papa, el hombre
- 2006: A crime
- 2006: La Sconosciuta
- 2007: Tutte le donne della mia vita
- 2008: I demoni di San Pietroburgo
- 2009: Baaria
- 2010: Angelus Hiroshimae
- 2011: Unexpected Hero (corto)
- 2011: Love Story
- 2013: La migliore offerta
- 2015: The Hateful Eight
- 2016: La corrispondenza

### Documentales
- 1962: Gli italiani e le vacanze
- 1964: I malamondo
- 1971: Oceano
- 1974: Sesso in confessionale
- 1975: Macao
- 1975: A Escola Aberta
- 1976: Ariel Limon
- 1978: Forza Italia!
- 1980: The Fantastic World of M.C. Escher
- 1982: Maja Plisetskaja
- 1983: Pelota
- 1989: 12 registi per 12 città
- 1990: Ennio Morricone: la musica negli occhi
- 1994: Roma Imago Urbis: Parte I - Il mito
- 1994: Roma Imago Urbis: Parte II - L'immortalità
- 1994: Roma Imago Urbis: Parte III - Gli acquedotti
- 1994: Roma Imago Urbis: Parte V - I volti
- 1995: Roma Imago Urbis: Parte VI - Le gesta
- 2001: Un altro mondo è possibile
- 2002: Carlo Giuliani, ragazzo
- 2002: I sogni nel mirino
- 2006: Adolfo Celi, un uomo per due culture
- 2009: Salvare Procida
- 2013: Vengeance rides a horse
- 2015: The Sun is Dark
- 2016: Voyage of Time (Posproducción)

## Otras composiciones
- 1978: "El Mundial", marcha oficial de la Copa Mundial de Fútbol de 1978, realizada en Argentina.[19]
- 1987: "It Couldn't Happen Here" Canción coescrita con Pet Shop Boys, incluida en su álbum "Actually".
- 1989: I Promessi Sposi, miniserie de T.V. Banda Sonora Original.
- 1993: Le storie della Bibbia (o La Bibbia), miniserie de T.V. Banda Sonora Original.
- 2011: Come Un Delfino, miniserie de T.V. italiana.
- 2013: "La Soledad", arreglo especial para la famosa canción de Laura Pausini en su disco compilatorio "20 - Grandes Éxitos".
- 2015: "Missa Papæ Francisci. Anno Ducentesimo. A Societate Restituta", misa en honor al papa Francisco por el cumplimiento de los 200 años de la restauración de la orden jesuita.[20]